# Administration militaire britannique (Libye)
Pour les articles homonymes, voir Administration militaire britannique.
1943–1951
Entités précédentes :
- Libye italienne

Entités suivantes :
- Émirat de Cyrénaïque (1949)
- Royaume de Libye (1951)

L'Administration militaire britannique (en anglais : British military administration, BMA) est le nom utilisé par l'autorité exercée par le Royaume-Uni sur une partie de l'ancien territoire de la Libye italienne, après la défaite des troupes du royaume d'Italie dans la guerre du Désert.
En 1943, après le retrait italien, les Britanniques mettent en place une structure appelée Administration militaire britannique pour gérer la Tripolitaine et la Cyrénaïque, deux des trois grandes régions de la Libye italienne, tandis qu'au sud, la France occupe le territoire du Fezzan. Ce n'est qu'en 1947 que l'Italie renonce officiellement à la souveraineté sur la Libye.
En 1949, avec le soutien des Britanniques, l'émir Idris proclame l'émirat de Cyrénaïque ; l'administration du Royaume-Uni, réduite à la Tripolitaine, prend alors le nom officiel d'Administration britannique de la Tripolitaine (British administration of Tripolitania en anglais).
Cette période transitoire s'achève le 24 décembre 1951 quand le royaume de Libye obtient son indépendance, regroupant les territoires de la Tripolitaine, de la Cyrénaïque et du Fezzan au sein d'un même État.

## Voir aussi

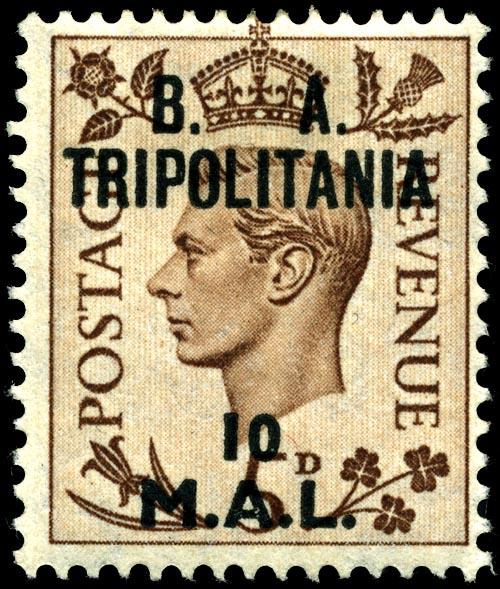
Timbre postal de l'administration britannique en Tripolitaine, à l'effigie du roi George VI.